# Романовка (Починковский район)
Рома́новка — деревня в Починковском районе Нижегородской области. Входит в состав Наруксовского сельсовета.